# Piet Bultiauw
Petrus (Piet) Bultiauw (Deurne, 5 februari 1928 - Oostende, 31 augustus 2020) was een Belgische atleet, die gespecialiseerd was in de tienkamp.

## Biografie

### Prestaties tijdens actieve atletiekloopbaan
Bultiauw werd in 1951 voor het eerst Belgisch kampioen op de tienkamp. Het jaar nadien verlengde hij zijn titel. Een derde titel volgde in 1957.
In 1954 nam Bultiauw op de 110 m horden deel aan de  Europese kampioenschappen in Bern. Hij werd uitgeschakeld in de reeksen.

### Loopbaan als trainer
Na zijn actieve atletiekcarrière gaf Piet Bultiauw zijn kennis door als trainer.  
Bultiauw stond ook mee aan de wieg van de initiatoropleiding atletiek en was jarenlang docent bij de Vlaamse Trainersschool. Hij vervulde tal van opdrachten als nationaal en federaal trainer voor de meerkampen.
Atleten die door Piet Bultiauw getraind werden zijn onder andere Marie-Christine Caron, Rosanne Corneille, Regine Berg, de zussen Hasaert en de broers Cleppe.

### Clubs
Bultiauw was aangesloten bij UCLA, de atletiekclub van de Katholieke Universiteit Leuven, waar hij lichamelijke opleiding studeerde.
Na zijn studies verhuisde hij naar Hermes Club Oostende, waar hij na zijn actieve carrière trainer werd.

### Boeken
Uitgeverij De Sikkel publiceerde in 1979 een monografie voor lichamelijke opvoeding onder de titel "Atletiek: leren / oefenen / trainen" van Bultiauw .

## Belgische kampioenschappen
| Onderdeel | Jaar             |
| --------- | ---------------- |
| tienkamp  | 1951, 1952, 1957 |

## Persoonlijk record
| Onderdeel | Prestatie       | Datum | Plaats  |
| --------- | --------------- | ----- | ------- |
| tienkamp  | 5488 p (5023 p) | 1952  | Brussel |

## Palmares

### 110 m horden
- 1950:  BK AC – 15,9 s
- 1952:  BK AC – 15,6 s
- 1953:  BK AC – 15,4 s
- 1954:  BK AC – 15,4 s
- 1954: 6e in reeks EK in Bern – 15,6 s
- 1959:  BK AC – 16,2 s

### tienkamp
- 1951:  BK AC – 4771 p
- 1952:  BK AC – 5488 p
- 1957:  BK AC – 4509 p